# Iboundji
Iboundji es una comuna gabonesa, chef-lieu del departamento de Offoué-Onoye de la provincia de Ogooué-Lolo.
En 2013 la comuna tenía una población de 1767 habitantes, de los cuales 864 eran hombres y 903 eran mujeres. En el anterior censo de 2003 tenía 1432 habitantes.
Se ubica en el extremo occidental de la provincia, junto a la orilla oriental del río Offoué, afluente por la margen izquierda del río Ogooué que en esta zona marca el límite con la provincia de Ngounié. Se ubica en una zona montañosa y selvática próxima al parque nacional de Lopé, y al norte de la localidad se halla el monte Iboundji.